# Leadore
Leadore es una ciudad ubicada en el condado de Lemhi en el estado estadounidense de Idaho. En el Censo de 2010 tenía una población de 105 habitantes y una densidad poblacional de 129,11 personas por km².

## Geografía
Leadore se encuentra ubicada en las coordenadas 44°40′47″N 113°21′30″O / 44.67972, -113.35833. Según la Oficina del Censo de los Estados Unidos, Leadore tiene una superficie total de 0.81 km², de la cual 0.81 km² corresponden a tierra firme y (0%) 0 km² es agua.

## Demografía
Según el censo de 2010, había 105 personas residiendo en Leadore. La densidad de población era de 129,11 hab./km². De los 105 habitantes, Leadore estaba compuesto por el 100% blancos, el 0% eran afroamericanos, el 0% eran amerindios, el 0% eran asiáticos, el 0% eran isleños del Pacífico, el 0% eran de otras razas y el 0% pertenecían a dos o más razas. Del total de la población el 0% eran hispanos o latinos de cualquier raza.